# Diocesi di Attalea di Pamfilia
La diocesi di Attalea di Pamfilia (in latino: Dioecesis Attalensis in Pamphylia) è una sede soppressa del patriarcato di Costantinopoli e una sede titolare della Chiesa cattolica.

## Storia
Attalea di Pamfilia, identificabile con Adalia nell'odierna Turchia, è un'antica sede episcopale della provincia romana della Panfilia Seconda nella diocesi civile di Asia. Faceva parte del patriarcato di Costantinopoli ed era suffraganea dell'arcidiocesi di Perge.
La diocesi è documentata nelle Notitiae Episcopatuum del patriarcato di Costantinopoli fino al XIV secolo. Dalla fine dell'XI secolo la sede è annoverata tra le sedi metropolitane del patriarcato, ma senza diocesi suffraganee.
Attalea, città portuale, fu sede di un'antica comunità cristiana, le cui origini risalgono agli albori del cristianesimo. Infatti, la città vide il passaggio degli apostoli Paolo e Barnaba, come racconta il libro degli Atti degli Apostoli (14,25).
Incerta è la serie episcopale di Attalea di Pamfilia, perché non sempre vi è distinzione nelle fonti fra questa sede e quella omonima della Lidia. Il primo vescovo che potrebbe appartenere all'una o all'altra sede è Pantagato che fece parte del gruppo di vescovi orientali di tendenza antinicena che abbandonò il concilio di Sardica.
Alcuni manoscritti riportano una lettera che i membri del concilio di Efeso del 431 scrissero al sinodo della Pamfilia a proposito di Eustazio, loro precedente metropolita; questa informazione è errata, perché i metropoliti della Pamfilia all'epoca erano Anfilochio di Side e Veriniano di Perge. Secondo quanto riferisce la lettera, Eustazio aveva dato le dimissioni per la sua incapacità di gestire la diocesi, causa della sua impopolarità, e al suo posto il sinodo della Pamfilia aveva nominato Teodoro, da identificare con ogni probabilità con l'omonimo vescovo che fu presente al concilio di Efeso. Se questa identificazione è corretta, Eustazio fu il predecessore di Teodoro, che risulta così essere certamente vescovo di Attalea di Pamfilia.
Secondo la testimonianza di Giovanni Rufo, vescovo di Maiuma di Gaza, nel 476 Claudiano era vescovo monofisita di Attalea di Pamfilia. Controversa è l'attribuzione di Giovanni a questa diocesi o a quella omonima in Pamfilia; questo vescovo sottoscrisse il 9 settembre 520 la lettera che dieci metropoliti e dieci vescovi, riuniti in sinodo a Costantinopoli, scrissero a papa Ormisda per annunciargli la morte del patriarca Giovanni e l'elezione del suo successore Epifanio. Destephen, rifacendosi all'edizione della lettera sinodale pubblicata nella Collectio Avellana, assegna Giovanni alla sede di Pamfilia, mentre Disdier, nell'articolo pubblicato sul Dictionnaire d'Histoire et de Géographie ecclésiastiques, basandosi sull'edizione del Mansi, è più cauto.
Un'iscrizione frammentaria, attribuita al VI secolo, è stata ricostruita da Henri Grégoire con il nome di Giorgio, vescovo di Attalea di Pamfilia. Non vi sono invece dubbi su Paolo, vescovo di Attalea di Pamfilia, che prese parte al concilio di Nicea del 787.
Le Quien aggiunge altri due vescovi, Simeone, che prese parte al concilio di Costantinopoli dell'879-880 che riabilitò il patriarca Fozio, e Nicola, che partecipò al sinodo riunito a Costantinopoli dall'imperatore Manuele I Comneno e dal patriarca Costantino V Cliareno nel 1157 e dove fu deposto il patriarca antiocheno Soterico Panteugeno. Per entrambi questi vescovi è incerto stabilire la provincia di appartenenza.
Dal XVIII secolo Attalea di Pamfilia è annoverata tra le sedi vescovili titolari della Chiesa cattolica; la sede è vacante dal 21 giugno 1966. Istituita con il nome di Attalia, ha assunto il nome attuale nel 1933.

## Cronotassi

### Vescovi greci
- Pantagato ? † (menzionato nel 343/344)
- Eustazio † (? - 431 dimesso)
- Teodoro † (431 - ?)
  - Claudiano † (menzionato nel 476) (vescovo monofisita)
- Giovanni ? † (menzionato nel 520)
- Giorgio ? † (VI secolo)
- Paolo † (menzionato nel 787)
- Simeone ? † (menzionato nell'879)
- Nicola ? † (menzionato nel 1157)

### Vescovi titolari
- Carlo Maria Giuseppe Fornari † (18 dicembre 1730 - ? deceduto)[12]
- Agustin Fernández de Córdoba † (23 luglio 1839 - 1842 deceduto)[13]
- Petrus Maria Vrancken † (16 giugno 1874 - 17 agosto 1879 deceduto)
- Giovanni Kupelian † (26 agosto 1881 - 27 dicembre 1900 deceduto)
- Franciszek Albin Symon † (15 aprile 1901 - 26 maggio 1918 deceduto)
- Charles-Henri-Jean-Willibrord Benzler, O.S.B. † (31 luglio 1919 - 16 aprile 1921 deceduto)
- Antonio Lega † (13 giugno 1921 - 18 dicembre 1921 succeduto arcivescovo di Ravenna e Cervia)
- Patrick Joseph O'Donnell † (14 gennaio 1922 - 19 novembre 1924 succeduto arcivescovo di Armagh)
- Pedro Ladislao González y Estrada † (3 gennaio 1925 - 22 aprile 1937 deceduto)
- Rafael Ignacio Arias Blanco † (21 giugno 1937 - 12 novembre 1939 nominato vescovo di San Cristóbal de Venezuela)
- Dominic Luke Capozi, O.F.M. † (12 gennaio 1940 - 11 aprile 1946 nominato arcivescovo di Taiyuan)
- Jean Batiot, C.S.Sp. † (13 febbraio 1947 - 31 agosto 1953 deceduto)
- Michael Wasaburō Urakawa † (26 novembre 1953 - 24 novembre 1955 deceduto)
- George Hamilton Pearce, S.M. † (29 febbraio 1956 - 21 giugno 1966 nominato vescovo di Apia)